# Social Science Research
Social Science Research – recenzowany periodyk naukowy zawierający artykuły socjologiczne, poświęcone badaniom ilościowym i kwestiom metodologicznym. Istnieje od 1972 roku.
Impact factor czasopisma za 2015 rok wyniósł 1,770, co uplasowało je na 24. miejscu wśród 142 czasopism w kategorii „socjologia”. Na polskiej liście czasopism punktowanych przez Ministerstwo Nauki i Szkolnictwa Wyższego z 2015 roku „Social Science Research” otrzymało 35 punktów.
SCImago Journal Rank periodyku za 2015 rok wyniósł 1,445, dając mu:
- 71. miejsce na 1066 czasopism w kategorii „edukacja”,
- 72. miejsce spośród 951 czasopism w kategorii „socjologia i politologia”.